# Comuna Zavallea, Camenița
Zavallea (în ucraineană Завалля) este o comună în raionul Camenița, regiunea Hmelnîțkîi, Ucraina, formată din satele Cervona Dibrova, Kudrînți, Vitkivți și Zavallea (reședința).

## Demografie
Componența lingvistică a comunei Zavallea
     Ucraineană (98,76%)
     Rusă (1,07%)
     Alte limbi (0,16%)
Conform recensământului din 2001, majoritatea populației comunei Zavallea era vorbitoare de ucraineană (98,76%), existând în minoritate și vorbitori de rusă (1,07%).